# Helene Weber
Pour les articles homonymes, voir Weber.
Helene Weber (née à Elberfeld, 17 mars 1881 et morte à Bonn, le 25 juillet 1962) est une femme politique allemande du centre et de la démocratie chrétienne (CDU). Elle est aussi une militante catholique des droits des femmes.

## Biographie
Helen Weber est née à Elberfeld le 17 mars 1881. Elle est la deuxième des six enfants d'un père allemand, Wilhelm Weber et d'une mère néerlandaise, Agnes Christiane van Gent. Elle fréquente l'école pour filles d'Elberfeld puis, de 1897 à 1900, l'école normale d'Aix-la-Chapelle. Après quelques années d'enseignement à Haaren et Elberfeld, elle étudie l'histoire, la philosophie et les études romanes à Bonn et Grenoble de 1905 à 1909. Là, elle rejoint l'association étudiante Hilaritas. Elle retourne à l'enseignement au lycée de Bochum et à partir de 1911 à Cologne,.
Elle devient membre du conseil central du Katholischer Deutscher Frauenbund, l'Association des femmes catholiques allemandes et cofondatrice et présidente du Verein katholischer Sozialbeamtinnen Deutschlands, Association des employées sociales catholiques d'Allemagne. À partir de 1918, elle dirige l'école sociale des femmes d'Aix-la-Chapelle.
Elle travaille au ministère prussien des Affaires sociales de 1919 à 1932. Elle est consultante au ministère puis, en 1920, est l'une des premières conseillères ministérielles,.
De 1921 à 1930, elle est rédactrice en chef de Sozialen Berufsarbeit.
Elle siège pour le Parti du centre, Zentrumspartei, au Assemblée nationale de Weimar de 1919 à 1920, au Landtag de l’État libre de Prusse de 1921 à 1924 et au Reichstag allemand de mai 1924 à 1933. Helene Weber s'investit en particulier de questions sociales comme l'éducation des femmes, le bien-être des jeunes et le droit de la famille. Elle prend fermement position contre l'assouplissement de la loi sur l'avortement.
En mars 1933, avec l'ancien chancelier du Reich Heinrich Brüning, elle appartient à la minorité des députés centristes qui se prononcent contre la loi d'habilitation (Ermächtigungsgesetz) d'Hitler. Finalement, elle cède aux pressions de son groupe parlementaire et approuve la loi qui permet l'arrivée au pouvoir du Parti national-socialiste des travailleurs allemands (NSDAP).
Après la prise du pouvoir par le NSDAP, son engagement politique la rend suspecte. Elle est révoquée le 30 juin 1933 en vertu des dispositions de la « loi de restauration de la fonction publique professionnelle ». Elle doit renoncer à ses fonctions politiques et travaille alors dans des œuvres sociales. Elle devient présidente de l'association allemande Caritas,.
Après la Seconde Guerre mondiale, elle déménage à Essen. Elle prend la présidence de l'Association fédérale des femmes catholiques de l'aide sociale en Allemagne, Bundesverband katholischer Fürsorgerinnen Deutschlands et redevient vice-présidente de l'Association des femmes catholiques. Après la mort d'Elly Heuss-Knapp, elle devient présidente de l'Oeuvre des mères convalescentes (de) de 1952 à 1959.
En 1945, elle participe à la création de l'Union chrétienne démocrate d'Allemagne (CDU) . En 1948, elle est cofondatrice du groupe de travail des femmes de la CDU/CSU, actuellement Frauen Union, Union des femmes.
Elle est élue en 1946 au Landtag de Rhénanie-du-Nord-Westphalie. En 1947-1948, Helene Weber est membre du conseil consultatif pour la zone d'occupation britannique. En 1948, elle est élue représentante de la CDU au Conseil parlementaire, où elle est une des quatre femmes à travailler à la rédaction de loi fondamentale de la République fédérale d'Allemagne. Helen Weber reste attachée à une conception catholique de la famille et se prononce contre une égalité « schématique » des droits des hommes et des femmes afin de préserver la « valeur inhérente » des femmes. Elle préconise une formulation qui fait une différence entre les hommes et les femmes tout en offrant des droits égaux aux femmes (« Les hommes et les femmes sont égaux lorsqu'il s'agit de choisir et d'exercer leur profession, s'ils font le même travail, ils ont droit au même salaire »). Mais elle ne peut pas obtenir une majorité sur sa proposition et c'est la phrase d'Elisabeth Selbert qui est retenue pour l'article 3, alinéa 2 de la Loi fondamentale : « L'homme et la femme ont des droits égaux »,.
De 1949 jusqu'à sa mort en 1962, elle est membre du Bundestag allemand, où elle représente la circonscription d'Aix-la-Chapelle en 1949 et 1953 avant de siéger au titre de la liste nationale,. En 1961, Helene Weber est la troisième membre la plus âgée du Bundestag après Konrad Adenauer et Robert Pferdmenges (de). Elle insiste longtemps auprès du chancelier Adenauer pour la nomination d'au moins une femme ministre. Finalement, le 14 novembre 1961, Elisabeth Schwarzhaupt est nommée au nouveau poste de ministre fédérale des Affaires sanitaires, devenant la première femme à diriger un ministère fédéral.
Helene Weber est également membre de l'Assemblée parlementaire du Conseil de l'Europe de 1950 à 1962.

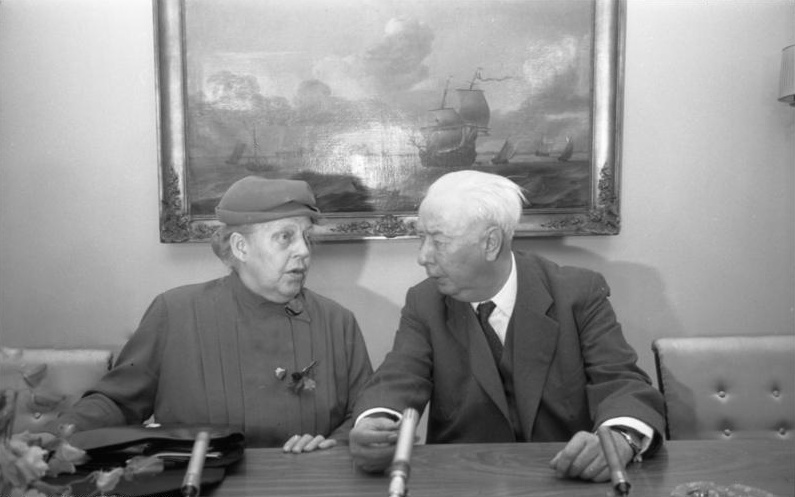
Helene Weber et le président Heuss en 1959.

Hélène Weber est morte à Bonn en 1962. Elle est enterrée dans la tombe de sa famille au cimetière nord de Recklinghausen.

## Honneurs et distinctions
- 1929 : Croix Pro Ecclesia et Pontifice.
- 1930 : Doctorat honorifique de la faculté des sciences politiques de l'université de Münster[2].
- 1956 : Croix fédérale du mérite avec étoile de la République fédérale d'Allemagne[3].
- 1961 :  ruban d'épaule pour la Croix du mérite avec étoile[3].
- Le ministère fédéral de la Famille, des Personnes âgées, des Femmes et de la Jeunesse crée en 2009 le prix Hélène-Weber afin de promouvoir l'engagement politique des femmes au niveau local.
- De nombreux établissements d'enseignement portent le nom d'Helene Weber, à Paderborn, Berlin, Stolberg, Gelsenkirchen, Fulda ou encore Bad Saulgau.
- Des rues ou places portent le nom d'Helene Weber à travers toute l'Allemagne.

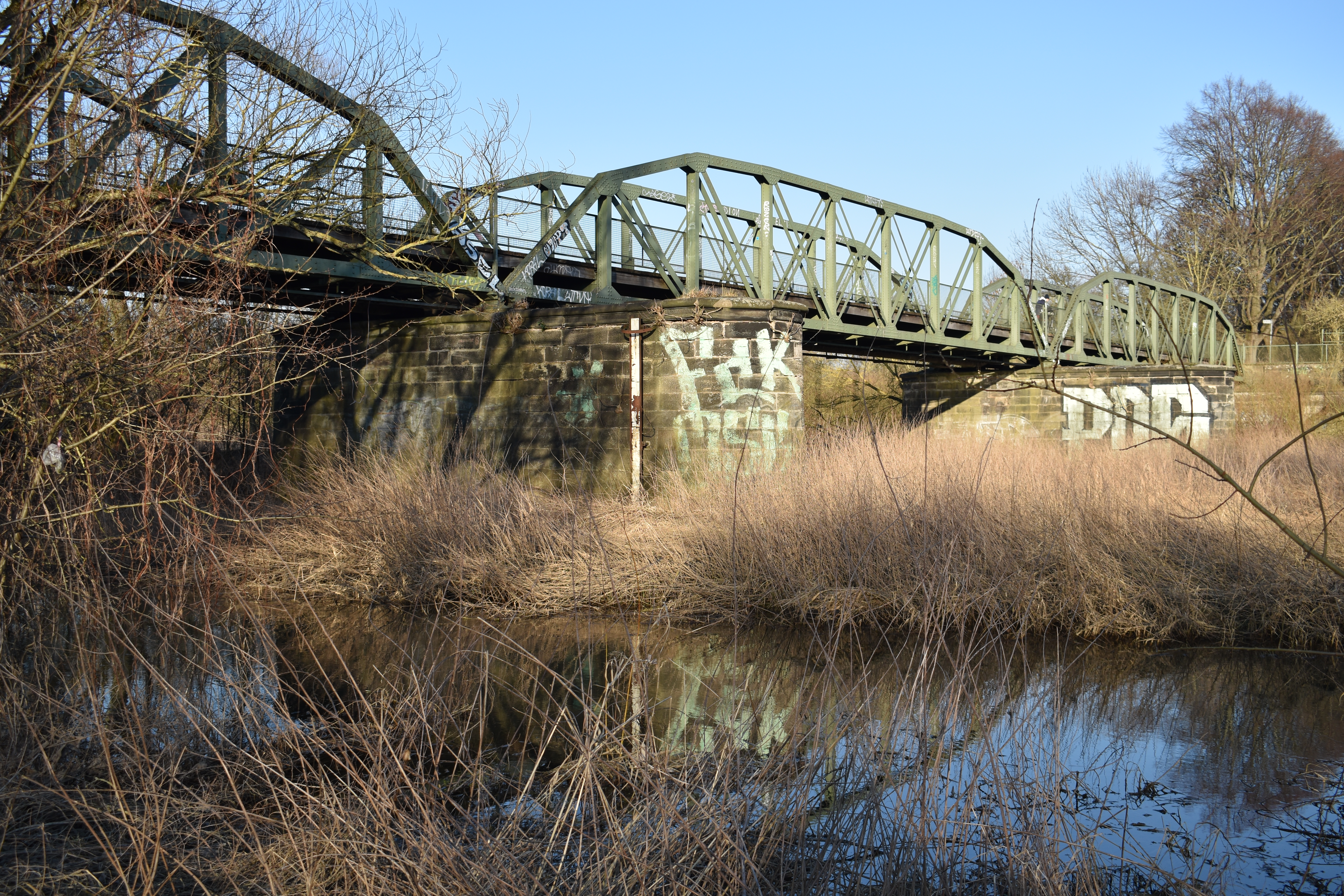
à Hanovre.

## Publications
- Verständnis für die heutige Jugend, dans Bayerische Gemeinde- und Verwaltungszeitung, 1927, pp. 385 et suivantes
- Der Beruf der Sozialbeamtin, dans Hermann Geib (ed.), Jahrbuch für Sozialpolitik, Leipzig 1930, pp. 172–177.